# Afropithecus
Afropithecus turkanensis
Genre
Espèce
Afropithecus est un genre fossile de primates qui vivaient en Afrique et en Arabie saoudite du Miocène inférieur au Miocène moyen. Afropithecus turkanensis est la seule espèce connue de ce genre.
Il a été excavé d'un petit site près du lac Turkana appelé Kalodirr dans le Nord du Kenya en 1986 et a été nommé par Richard Leakey et Meave Leakey.  L'âge estimé d’Afropithecus est entre 16 et 18 millions d'années, qui a été déterminé avec des techniques de datation radiométrique et les études géologiques menées par Broschetto et Brown de l'Université de l'Utah. Au total, 46 spécimens récupérés de Kalodirr se rapportent à Afropithecus constitués de restes crâniens, mandibulaires, dentaires et post-crâniens. 

## Morphologie
Les dents d'Afropithecus turkanensis portent une épaisse couverture d'émail. Il se peut qu'elle ait été nécessaire du fait du régime alimentaire d'Afropithecus, qui se composait peut-être de fruits à coque et d'autres aliments protégés par une enveloppe dure et résistante. Une telle innovation a pu jouer un rôle décisif pour permettre à Afropithecus turkanensis de prendre pied dans les forêts d'Eurasie car elle lui donnait accès à des ressources dont ne disposaient pas Proconsul et les autres singes antérieurs. 
Il se peut qu'Afropithecus turkanensis ait présenté certaines affinités avec Heliopithecus, Kenyapithecus, et le grand hominoïde de Moroto et Napak, mais il est difficile d'être plus précis puisque peu de parties anatomiques communes ont été conservées.